# Claudia Gravy
Claudia Gravy (Boma, 12 de mayo de 1945) es una actriz belga nacionalizada española.

## Biografía
Reside en Madrid desde 1965, cuando debuta en el cine con la adaptación que realiza Fernando Fernán Gómez de la obra de Miguel Mihura Ninette y un señor de Murcia. Durante la siguiente década se convierte en un rostro habitual en el cine español, y participa en decenas de películas, tanto coproducciones internacionales como filmes estrictamente españoles.
Entre los títulos en los que interviene figuran: ¡Cómo está el servicio! (1968), de Mariano Ozores; Bohemios (1969), de Juan de Orduña; Las Ibéricas F. C. (1971), de Pedro Masó; Vida conyugal sana (1974), de Roberto Bodegas; El secreto inconfesable de un chico bien (1976), de Jorge Grau y La llamada del sexo (1976), de Tulio Demicheli.
A pesar de que desde los años ochenta ha espaciado sus apariciones cinematográficas, ha continuado rodando en papeles de reparto y su nombre aparece en los créditos de, entre otras, Libertarias (1996), de Vicente Aranda o El sueño de Ibiza (2002), de Igor Fioravanti.
En los últimos años ha compaginado su actividad en la gran pantalla con papeles en televisión, medio este en el que había debutado en 1969 con el espectáculo de Valerio Lazarov El Irreal Madrid. Con posterioridad, interpretó personajes episódicos en series como: Curro Jiménez (1977), El juglar y la reina (1979), Anillos de oro (1983), Página de sucesos (1985), Juncal (1987), Los jinetes del alba (1990), Eva y Adán, agencia matrimonial (1990), Los ladrones van a la oficina (1991), Para Elisa (1993), Hospital Central (2000), El secreto (2001), La verdad de Laura (2002) y Paco y Veva (2004).
En teatro ha intervenido entre otros, en los montajes de ¿Quién soy yo? (1967), de Juan Ignacio Luca de Tena, Seis personajes en busca de autor (1995) y La vida que te di (1998), las dos últimas de Luigi Pirandello, con dirección de Miguel Narros.